# Estación Gualeguaychú
Gualeguaychú era una estación de ferrocarril ubicada en la ciudad de Gualeguaychú del Departamento Gualeguaychú, Provincia de Entre Ríos, República Argentina.

## Servicios
Perteneciente al Ferrocarril General Urquiza, en el ramal que unía las estaciones de Faustino M. Parera, y esta. Los servicios están cancelados a principios de los años 1990 debido al cierre del ferrocarril en Argentina. Las vías en Gualeguaychú fueron levantadas, y en el lugar de la estación fue construido el corsódromo de la ciudad. Desde esta estación partía el ramal de 1 km hasta el puerto de Gualeguaychú. En la actualidad, solamente funciona el museo ferroviario de la ciudad que se encuentra un ex vagón restaurante que ahora esta abierto con fotografías y una maqueta de locomotoras de juguetes, un Tender de carbón y la antigua locomotora yatay.

## Ubicación
Se encontraba precedida por la Estación Palavecino.